# Tre Fontane (birra)
La Tre Fontane è una birra trappista italiana, prodotta nell'Abbazia delle Tre Fontane di Roma.

## Storia
La Tre Fontane è una delle 11 birre trappiste riconosciute dall'Associazione Internazionale Trappista, prodotta in tre versioni nell'Abbazia delle Tre Fontane di Roma.
La produzione è iniziata nel 2014 a seguito del ritrovamento nel 2010 di un'antica ricetta, appartenente a monaci francesi dell'Abbazia di Notre-Dame de la Trappe, giunti a Roma nel medioevo per la bonifica della zona dalla malaria.

## Descrizione
I tre tipi di birra realizzati nell'abbazia sono la Triple, la Scala Coeli e la Sinergia '19. A queste si aggiunge la Sinergia '21 in edizione limitata e non in ampia produzione.

### Triple
Birra di stile Abbey Tripel di 8,5 % vol di gradazione, di intenso colore dorato. Il corpo è medio e il dolce sapore pareggiato dall'amaro del luppolo. Il sentore balsamico è dato dall'aggiunta di eucalipto.

### Scala Coeli
Birra di stile Belgian Ale di 6,7 % vol di gradazione, di colore biondo velato.

### Sinergia '19
Birra di stile India Pale Ale di 7,3 % vol di gradazione, di colore ambrato.

### Sinergia '21
Birra di stile Abbey Dubbel di 7,5 % vol di gradazione, di marrone intenso.